# Liste der Superintendenten und Generalsuperintendenten von Kurland
Als erster Superintendent im seit 1561 von Herzog Gotthard Kettler regierten Herzogtum Kurland und Semgallen fungierte der Hofprediger Stephan Bülau, der 1566 eine Visitation durchführte, bald aber nach Deutschland zurückkehrte. Nach ihm wurde das Amt des Superintendenten, der zusammen mit dem Konsistorium die oberste Aufsicht über die Pröpste und Pfarrer führte, fest eingerichtet, häufig aber jahrelang nicht besetzt. Es war meist mit einem Pfarramt in Mitau verbunden. Als Kurland 1795 an das Russische Kaiserreich fiel, blieb das Amt bestehen. Als durch das neue Statut der Evangelisch-Lutherischen Kirche in Russland von 1832 die Strukturen und Amtsbezeichnungen vereinheitlicht wurden, wurde das Amt in das eines Generalsuperintendenten umbenannt.
- 1570–1575: Alexander Einhorn († 1575)
- 1593–1604: Paul Oderborn (1556–1604)
- 1618–1635: Heinrich Mayer († 1635)[1]
- 1636–1655: Paul Einhorn
- 1656–1657: Nicolaus Franck(e) († 1657)[2]
- 1658–1661: Daniel Haftstein[3]
- 1661–1686: Heinrich Adolphi
- 1691–1695: Gerhard Remling (1631–1695)[4]
- 1696–1710: Johann Adolph Hollenhagen (um 1648–1710)[5]
- 1717–1746: Alexander Gräven (1679–1746)
- 1747–1759: Joachim Baumann (1712–1759)[6]
- 1759–1784: Christian Huhn (1716–1784)[7]
- 1786–1816: Ernst Friedrich Ockel
- 1817–1824: Gotthard Friedrich Christian Huhn (1753–1824)[8]
- 1824–1840: Johann Georg Leberecht Richter
- 1841–1861: Carl Ludwig Wilpert (1785–1861)[9]
- 1862–1887: Theodor Emil Lamberg (1815–1895)[10]
- 1887–1897: Robert Julius Boettcher (1836–1897)[11]
- 1898–1907: Otto Panck
- 1908–1919: Alexander Hans Bernewitz